# 5 î.Hr.
Anul 5 î.Hr. (V î.Hr.) a fost un an obișnuit al calendarului iulian

## Nașteri
- dată necunoscută: Isus din Nazaret personaj biblic și figură centrală a creștinismului (d. 30)
- dată necunoscută: Seneca filosof stoic roman (d. 65)